# Victor Paris
Pour les articles homonymes, voir Paris (homonymie).
Victor Paris est un Père français né le 29 août 1850 à Bergheim. Il a fait partie de la Congrégation du Saint-Esprit et vécu la majeure partie de sa vie au Congo français, évangélisant les peuples autochtones. Il est mort dans sa ville natale le 13 mars 1896.

## Biographie

### Avant d’entrer à l’Église
Victor Paris est né le 29 août 1850 à Bergheim, une commune française d'Alsace. Il étudia dans sa ville natale au collège des frères de Marie. Il rejoignit l’armée française en 1870 et devint sergent-major. Durant la guerre entre la France et la Prusse, Victor Paris fut capturé par des soldats allemands à la bataille du Mans. Ils l'envoyèrent en Allemagne où il resta prisonnier plusieurs mois. À la fin de la guerre, Victor Paris rentra en France et obtint la nationalité française. Il partit vivre à Reims où il travailla dans une maison de commerce.

### Le Missionnaire
Le 12 juin 1873, il entra au petit-séminaire de Langonnet.

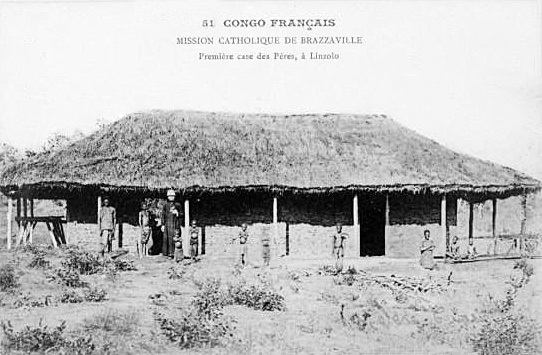
La première case des Pères à Linzolo.

En 1882, le Père Paris arriva au Congo pour participer à la Mission de Saint-Antoine du Zaïre, un lieu d’évangélisation, dirigé par le Père Augouard, second évêque responsable du Congo-français et de l'Oubangui. Le Père Paris seconda si bien ce dernier que quand celui-ci dut regagner la France, il le remplaça dans la Mission. En janvier 1885, Victor Paris accompagna le Père Augouard à Linzolo. Le Père Paris participa à cette Mission de 1885 à 1892. Cinq hommes composent alors la communauté de cet endroit : trois pères et deux frères. Il y a ainsi le Père Victor Paris responsable du Ministère, le Père Kraft qui gère l’économie, la classe et le catéchisme. Les Frères Savinien et Philomène Hirsh qui surveillent les enfants, s’occupent de l’agriculture et de l’horticulture et le dernier est le Père Augouard qui s’occupe des constructions (« En tout, la communauté comporte une maison, un réfectoire, un atelier, une école, deux cuisines, deux petits pavillons et une chapelle. »). Cependant, le Père Paris l’a aidé. Il a par exemple construit le clocheton de la chapelle. Le Père Augouard écrit dans une lettre à son petit frère que la Mission de Linzolo est « la mieux installée de tous les postes européens du Congo ».
Du 10 juin au 21 août 1885, les Pères Augouard et Paris remontent sur l’En-Avant le haut du fleuve Congo pour fonder là-bas la station du Kasaï. Ainsi, les deux pères voyagent du Congo jusqu’à l’équateur, où se trouve la station Équateur-ville fondée par l’Association internationale africaine (devenue État indépendant du Congo après la Conférence de Berlin). L’association cède d’ailleurs en avril 1886 la station de Kouamouth, au confluent du Congo et du Kasaï, au Père Augouard via son administrateur le colonel de Winton, un anglais protestant. Ainsi, le 16 mai 1886, les Pères Augouard et Paris établissent dans la station de Kouamouth la Mission de Saint-Paul du Kasaï. La même année, les Pères Augouard et Paris remontent une baleinière en acier galvanisée baptisée Léon XIII, à Brazzaville.

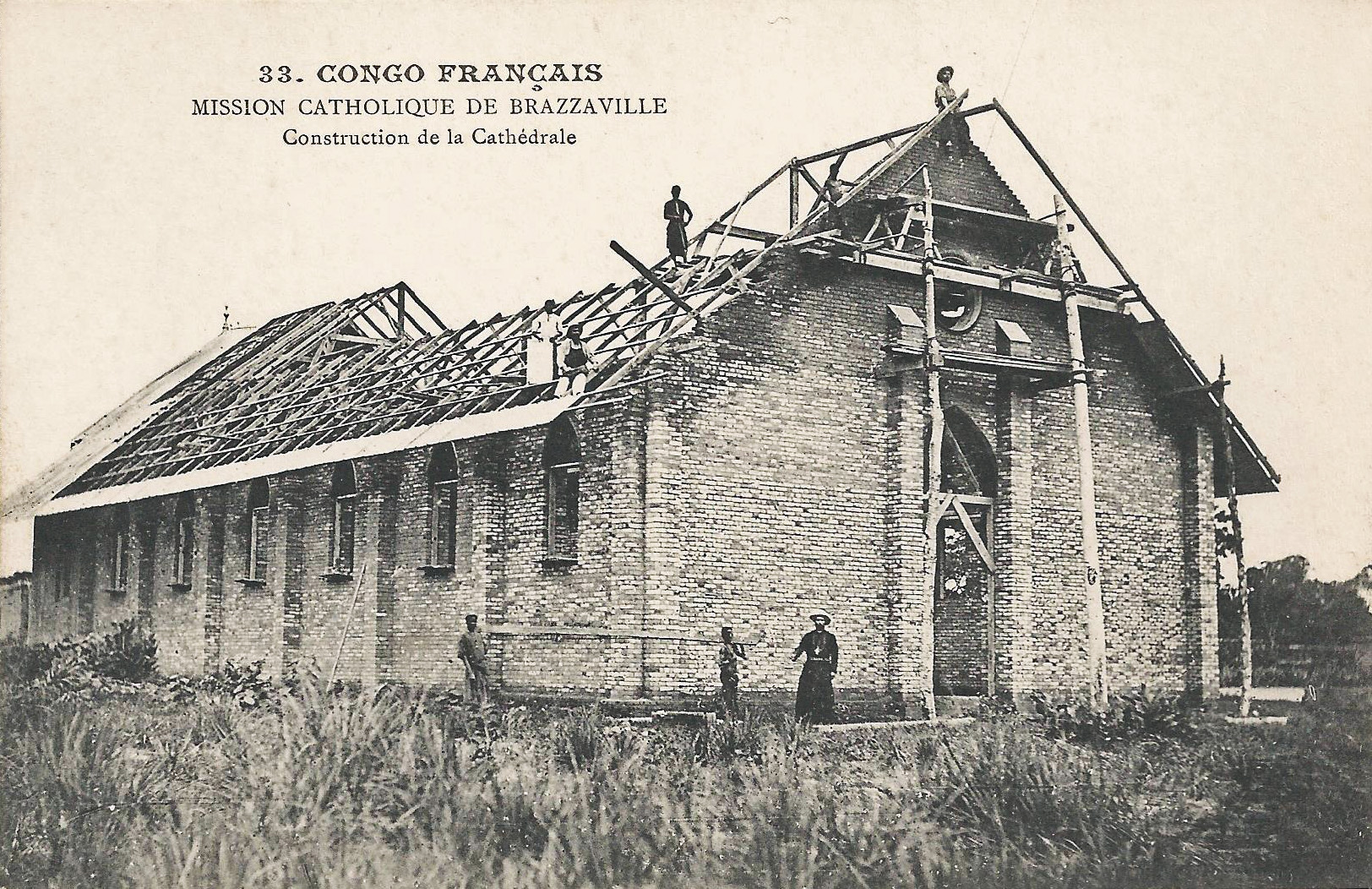
La Cathédrale du Sacré-Cœur de Brazzaville en cours de construction.

Fin 1887, les missionnaires spiritains français évacuent la Mission de Saint-Paul du Kasaï car le Saint-Siège réserve l’évangélisation de cet endroit aux missionnaires belges, à la suite de la répartition des terres du Congo par le Congrès de Berlin. Le 4 septembre 1887, Mgr Hippolyte Carrie obtient une concession pour une nouvelle mission à Brazzaville, la « Mission Saint-Hippolyte ». La communauté de Brazzaville est composée du Père Prosper Augouard, du Père George Schmitt et du Frère Savinien Weckmann. Au départ, les missionnaires défrichaient et plantaient pour nourrir la population locale. Mais petit à petit, la communauté va évoluer : des nouveaux prêtres sont envoyés et le Père Paris, secondé du Père René Mangout, prend le rôle de Supérieur de mission. Par ailleurs, le Père Paris s’est aussi occupé de la décoration de la Cathédrale du Sacré-Cœur de Brazzaville construite principalement sous la direction du Père Augouard. Celle-ci fut inaugurée le 3 mai 1894. De plus, le Père Paris allait régulièrement soigner les malades du village de Mpila en plus de son rôle d’évangélisateur. La Mission prend ainsi de plus en plus d’ampleur et instruit une centaine d’enfants.
En 1889, le père Augouard, accompagné du Père Paris, fonde la Paroisse Saint-Louis de Liranga. Cependant, le Père Paris doit rentrer à Brazzaville la même année pour des raisons de santé. Le Père Paris gèrera la Mission de Linzolo jusqu’en 1892. En 1895, il commence à installer des magasins au Loango. En septembre 1895, il repart en France, et il meurt le 13 mars 1896 à Bergheim.

## Le début des Missions de la Congrégation du Saint-Esprit au Congo
En 1835, le Congo se retrouva sans missionnaires religieux. Le roi du Congo s’adressa alors au gouvernement portugais d’Angola en 1855 pour demander l’envoi de prêtres afin de baptiser les enfants congolais né après le départ des missionnaires et d’entourer les fidèles congolais. Cependant, le gouvernement portugais ne put répondre favorablement à cette demande. Le Saint-Siège décida alors d’envoyer la Congrégation du Saint-Esprit pour s’occuper de cette Mission, évangéliser le Congo.
En 150 ans, le nombre de missionnaires à fortement diminué : vers 1850 on comptait à peu près 550 spiritains, alors qu’en 1995 il n’en reste plus que 40.